# Лазар Вукичевић
Лазар Вукичевић (Сомбор; 15. октобар 1887 – 17. децембар 1941), понекад називан Вукићевић, био је српски типограф, публициста и политичар. Био је учесник Октобарске и мађарске револуције, оснивач Комунистичке партије Југославије и члан њеног првог Централног комитета.

## Биографија
Лазар Вукичевић је рођен 15. октобра 1887. године у Сомбору у породици Петра и Јелене Вукичевић (рођене Цвејић).  

### Активности у Босни и Херцеговини
Вукичевић се прикључио комунистичком покрету радећи као типограф у Војводини. Преселио се у Сарајево где је помогао у покретању публикације Глас слободе и био је део њене редакције. Учествовао је у оснивању Социјалдемократске партије Босне и Херцеговине 1909. године и био члан њеног главног одбора до 1910.  

### Делатности у Војводини
Вукичевић се вратио у Војводину и био водећи члан Српско-буњевачког агитационог одбора у Социјалдемократској партији Мађарске. Био је део редакције њених публикација Напред и Слобода од 1911. до 1914. године.  

### Руска револуција
Током Првог светског рата заробљен је од стране царске руске војске. Ослобођен је после Октобарске револуције и придружио се Руској комунистичкој партији (бољшевици), служећи као део њене Југословенске групе. У Самари је издавао часопис Интернационалист (Интернационалиста). Након формирања Комунистичке партије (бољшевика) Срба, Хрвата и Словенаца 1918. године, Вукичевић је био део њеног централног комитета до 1919. године.  

### Конгрес уједињења у Југославији
По повратку у Југославију у фебруару 1919. године Вукичевић је помагао у формирању Југословенског комунистичког револуционарног савеза „Пелагић“, названог по револуционару из 19. века Васи Пелагићу  Био је део њеног челног круга, заједно са касније високим југословенским политичарем и саучесником Октобарске револуције Николом Груловићем. Груловић и Вукичевић су 9. марта 1919. формирали такозване Пелагићевце и предводили групу током априла 1919. године уједињеног конгреса Социјалистичке радничке партије Југославије (комуниста), касније преименоване у Комунистичку партију Југославије. Пелагићевци су се током конгреса залагали за тврду бољшевичку странку.  

### Активности у Мађарској Совјетској Републици и Бечу
Вукичевић је прогањан због својих комунистичких активности у Југославији, а остављен да учествује у Мађарској совјетској републици 1919. године. Тамо је био уредник публикације Црвена застава. Након пада републике, напустио је Мађарску и преселио се у Беч, где је радио са колегама југословенским и мађарским комунистима.  Вукичевић је напустио републику са Иваном Матузовићем, након чега су се обојица придружили групи студената у којој је био и Огњен Прица, који је у то време студирао у Бечу. 

### Повратак у Југославију и смрт
Вукичевић се вратио у Београд 1923. године. Тамо је отворио књижару и издавачку кућу Светлост, која се налазила у Задужбини Илије М. Коларца.  
Након окупације Југославије, Вукичевић је заробљен од стране Гестапоа и послат у логор на Бањици 31. октобра 1941. године. Осуђен је на смрт стрељањем и убијен на Бањици 17. децембра 1941. године. Иза њега је остала супруга Тоска.  